# Adolf Leonard Nordvall

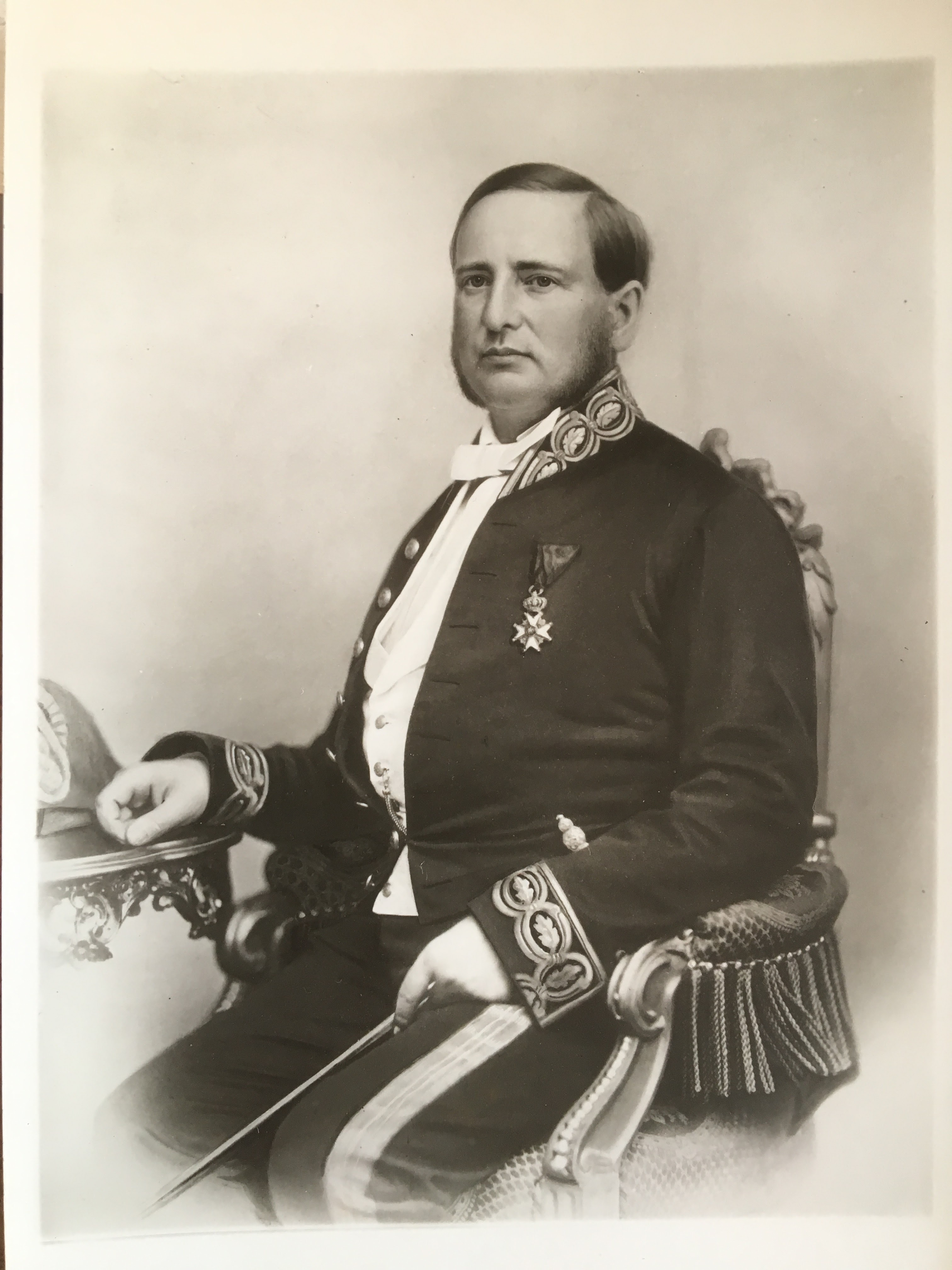
Adolf Leonard Nordvall

Adolf Leonard Nordvall, född 16 mars 1824 i Linköping, död 31 januari 1892 i Strängnäs, var en svensk skolman, ämbetsman och djurskyddsvän.  

## Biografi
Adolf Nordvall var son till kyrkoherden Johan Gustaf Nordwall i Örberga och hans hustru Ulrica, född Callerström. Efter dimissionsexamen 1848 började Nordvall  filosofistudier vid Uppsala universitet. De bekostades av hans farbror, rådmannen i Linköping Adolf Fredrik Nordvall, då fadern inte ville att sonen skulle studera. Nordwall disputerade 1851 på en magisteravhandling om filosofen Kant: Om Kants deduction af de rena förståndsbegreppen, för vilken han fick utmärkelsen ”Kronprinsens större pris”. 1852 blev han docent i etik vid Uppsala universitet och disputerade på en skrift om grundläggande tankar inom filosofin: Om ethikens problem och de vigtigaste försöken att lösa detsamma.
1853 blev han lektor i filosofi i Strängnäs högre allmänna läroverk och lämnade då universitetsvärlden. Samma år gifte han sig med Augusta Söderholm, som då var svårt sjuk i tuberkulos och som avled 1855. År 1858–1865 var Nordvall expeditionssekreterare och byråchef i Ecklesiastikdepartementet. 1866 blev Nordvall ledamot av Gymnastiska Centralinstitutet och samma år ledamot av Seminarium för bildande av lärarinnor samt 1866 ordförande i kommitté för avgivande av förslag rörande offentliga undervisningsanstalter för kvinnor.
Nordvall fortsatte sitt engagemang i djurrätts- och utbildningfrågor, speciellt utbildning för kvinnor. Han utarbetade även Ett förslag till reform i presslagstiftningen utan inskränkning i tryckfriheten.

## Djurskyddsarbete
1857 publicerade han sin första djurrättsskrift Bör och kan någonting göras till förekommande av misshandling af djuren? Den var ett upprop till allmänheten att engagera sig och bilda djurskyddsföreningar med anledning av pågående diskussioner om detta i riksdagen. 1870 grundade Nordvall Sveriges första allmänna djurskyddsförening i hemstaden Strängnäs.
Våren 1882 skickade prinsessan Eugénie två brev till Adolf Nordvall, där hon bad honom agera i djurrättsfrågor. På hösten 1882 bildades sedan på uppdrag av prinsessan Eugénie Nordiska samfundet till bekämpande af det vetenskapliga djurplågeriet (som idag heter Djurens Rätt) och Nordvall blev dess förste ordförande. Han kvarstod som ordförande till sin död.
Han utgav även ett flertal avhandlingar och uppsater beträffande djurskydd.
Nordvall kom att bli den svenska djurskyddsrörelsens främste företrädare i Sverige under 1800-talet. Han är begravd på Gamla kyrkogården i Strängnäs.

## Verksamhet i samfund och organisationer
- 1859 Ledamot i Sällskapet för spridande af nyttiga kunskaper bland folket
- 1860 Åhörande ledamot i Harmoniska Sällskapet, Stockholm
- 1861 Ledamot i Samfundet Pro Fide et Christianismo
- 1861 Ledamot i Sällskapet för Växelundervisningens befrämjande
- 1863 Medlem i Sällskapet Idun
- 1864 Nyköpings läns hushållningssällskap
- 1864 Ledamot i Sällskapet för dygdigt och troget tjänstefolks belönande
- 1866 Ledamot i Södermanlands fornminnen
- 1870 Hedersledamot i Sällskapet för småfoglars skydd vid Strängnäs högre elementarläroverk
- 1871 Ledamot i Svenska fornminnesföreningen
- 1873 Ledamot i Fosterländska föreningen i Nyköpings län
- 1876 Ledamot i Sällskapet för nyttiga kunskapers spridande
- 1877 Ledamot i Åkers och Selebo Häraders Hushållningsgille

## Utmärkelser
- Riddare av Nordstjärneorden 1860
- Riddare av Sankt Olavs orden 1867